# اگزکت
اِگزکت یا اِکس'اَکت (به انگلیسی: Ex'Act) سومین آلبوم استودیویی گروه چینی-کره‌ای اکسو است. این آلبوم در دو نسخهٔ کره‌ای و چینی، در ۹ ژوئن ۲۰۱۶ و توسط اس. ام. اینترتینمنت منتشر شد.

## انتشار
اگزکت، شامل دو تک‌آهنگ «هیولا» و «خوش شانس»، در قالب دو سبک بصری کاملاً متفاوت بود. این آلبوم در دو نسخه و بسته‌بندی متفاوت عرضه شد.

## تک‌آهنگ‌ها
دو تک‌آهنگ این آلبوم، «هیولا» و «خوش شانس»، به ترتیب در رتبهٔ اول و سوم جدول جهانی ترانه‌های دیجیتال بیلبورد و همچنین در رتبهٔ اول و پنجم جدول هفتگی دیجیتال گائون جای گرفتند. «هیولا»، در برنامه‌های موسیقی هفتگی کره جنوبی، نُه نوبت در ردهٔ اول قرار گرفت.

## فروش
اگزکت با پیش فروش ۶۶۰٬۰۰۰ نسخهٔ فیزیکی، رکورد بیشترین پیش فروش تا به آن زمان، را شکست. سه روز پس از انتشار، این آلبوم با فروش ۴۵۰٬۰۰۰ نسخهٔ فیزیکی، رکورد سریع‌ترین فروش را که پیش از آن نیز متعلق به اکسو بود (چهارمین آلبوم چندآهنگه، «برای تو می‌خوانم»)، شکست. نسخه‌های کره‌ای و چینی این آلبوم بلافاصله پس از انتشار، به ترتیب در جایگاه اول و دوم جدول هفتگی آلبوم‌های گائون جای گرفتند. همچنین هر دو نسخهٔ این آلبوم، در رتبهٔ دوم جدول جهانی آلبوم‌های بیلبورد جای گرفت.

## فهرست ترانه‌ها
| اگزکت – نسخهٔ کره‌ای | اگزکت – نسخهٔ کره‌ای      | اگزکت – نسخهٔ کره‌ای                  | اگزکت – نسخهٔ کره‌ای | اگزکت – نسخهٔ کره‌ای |
| شماره              | نام                     | سراینده                             | آهنگساز | مدت                |
| ------------------ | ----------------------- | ----------------------------------- | --- | ------------------ |
| ۱.                 | «خوش شانس»              | جی‌کیو سولیم چوی جین-سون جانگ یو-جین | ال‌دی‌ان نویز اندرو چوی آدرین مکینن                                                                                                 | ۳:۴۷               |
| ۲.                 | «هیولا»                 | کنجی دیپ‌فلو                         | کنجی ال‌دی‌ان نویز رودنی «چیک» بل                                                                                                   | ۳:۴۱               |
| ۳.                 | «عشق مصنوعی»            | جی‌کیو سولیم جی یه-ون                | تیموتی «باس» بولاک آدرین مکینن تای جسپر ام‌زدام‌سی                                                                                  | ۴:۰۵               |
| ۴.                 | «آسمان نهم»             | میس‌فیت                              | دم جوینتز اریکا کولتر دیز رایان اس. جون                                                                                           | ۴:۰۱               |
| ۵.                 | «بهشت»                  | پارک چان‌یول مین یون-جه              | استریوتایپز کلارنس کافی جونیور کیم ته-سونگ                                                                                        | ۳:۴۵               |
| ۶.                 | «صدای سفید»             | سو جی-اوم                           | ال‌دی‌ان نویز آدرین مکینن رودنی «چیک» بل                                                                                            | ۳:۳۲               |
| ۷.                 | «یگانه»                 | پارک سونگ-هی                        | جو «جو میلیونر» فاستر کارل «چیپس» دیز جونیور اُتا «وکسین» دیویس سوم                                                                | ۳:۴۹               |
| ۸.                 | «آن‌ها هیچ‌گاه نمی‌فهمند»  | جو یون-کیونگ                        | پائول «مارز» تامسون دِ-کپو میوزیک گروپ اند راد بانر جمیل «دیجی» چاماس آدرین مکینن تای جسپر لون کالی اُتا «وکسین» دیویس سوم ام‌زدام‌سی | ۳:۳۳               |
| ۹.                 | «قدرتمندتر»             | جونگ جو-هی اگنس شین                 | آندریاس اوبرگ گوستاو کارلسترام | ۳:۳۹               |
| ۱۰.                | «خوش شانس» (موسیقی‌سازی) |                                     | ال‌دی‌ان نویز اندرو چوی آدرین مکینن                                                                                                 | ۳:۴۷               |
| ۱۱.                | «هیولا» (موسیقی‌سازی)    |                                     | کنجی ال‌دی‌ان نویز رودنی «چیک» بل                                                                                                   | ۳:۴۰               |
| مجموع مدت:         | مجموع مدت:              | مجموع مدت:                          | مجموع مدت: | ۴۱:۱۹              |

| اگزکت – نسخهٔ چینی | اگزکت – نسخهٔ چینی       | اگزکت – نسخهٔ چینی                             | اگزکت – نسخهٔ چینی | اگزکت – نسخهٔ چینی |
| شماره             | نام                     | سراینده                                       | آهنگساز | مدت               |
| ----------------- | ----------------------- | --------------------------------------------- | --- | ----------------- |
| ۱.                | «خوش شانس»              | جی‌کیو سولیم چوی جین-سون جانگ یو-جین شیم بک-سک | ال‌دی‌ان نویز اندرو چوی آدرین مکینن                                                                                                 | ۳:۴۷              |
| ۲.                | «هیولا»                 | کنجی دیپ‌فلو یوک گا-یانگ                       | کنجی ال‌دی‌ان نویز رودنی «چیک» بل                                                                                                   | ۳:۴۱              |
| ۳.                | «عشق مصنوعی»            | جی‌کیو سولیم جی یه-ون دام. تی                  | تیموتی «باس» بولاک آدرین مکینن تای جسپر ام‌زدام‌سی                                                                                  | ۴:۰۵              |
| ۴.                | «آسمان نهم»             | میس‌فیت ایم هون-یوب                            | دم جوینتز اریکا کولتر دیز رایان اس. جون                                                                                           | ۴:۰۱              |
| ۵.                | «بهشت»                  | پارک چان‌یول مین یون-جه وانگ جونگ-اون          | استریوتایپز کلارنس کافی جونیور کیم ته-سونگ                                                                                        | ۳:۴۵              |
| ۶.                | «صدای سفید»             | سو جی-اوم ریو وی-آن                           | ال‌دی‌ان نویز آدرین مکینن رودنی «چیک» بل                                                                                            | ۳:۳۲              |
| ۷.                | «یگانه»                 | پارک سونگ-هی ریو وی-آن                        | جو «جو میلیونر» فاستر کارل «چیپس» دیز جونیور اُتا «وکسین» دیویس سوم                                                                | ۳:۴۹              |
| ۸.                | «آن‌ها هیچ‌گاه نمی‌فهمند»  | جو یون-کیونگ وانگ جونگ-اون                    | پائول «مارز» تامسون دِ-کپو میوزیک گروپ اند راد بانر جمیل «دیجی» چاماس آدرین مکینن تای جسپر لون کالی اُتا «وکسین» دیویس سوم ام‌زدام‌سی | ۳:۳۳              |
| ۹.                | «قدرتمندتر»             | جونگ جو-هی]] اگنس شین ژو وِی جی                | آندریاس اوبرگ گوستاو کارلسترام | ۳:۳۹              |
| ۱۰.               | «خوش شانس» (موسیقی‌سازی) |                                               | ال‌دی‌ان نویز اندرو چوی آدرین مکینن                                                                                                 | ۳:۴۷              |
| ۱۱.               | «هیولا» (موسیقی‌سازی)    |                                               | کنجی ال‌دی‌ان نویز رودنی «چیک» بل                                                                                                   | ۳:۴۰              |
| مجموع مدت:        | مجموع مدت:              | مجموع مدت:                                    | مجموع مدت: | ۴۱:۱۹             |

## موقعیت در جداول
| جدول                       | بالاترین موقعیت | بالاترین موقعیت |
| جدول                       | نسخهٔ کره‌ای      | نسخهٔ چینی       |
| -------------------------- | --------------- | --------------- |
| آلبوم‌های کره جنوبی (گائون) | ۱               | ۲               |
| آلبوم‌های ژاپنی (اریکن)     | ۸               | ۱۶              |

| جدول                            | بالاترین موقعیت |
| ------------------------------- | --------------- |
| آلبوم‌های جهانی آمریکا (بیلبورد) | ۲               |

## فروش
| کشور              | فروش       | فروش      |
| کشور              | نسخهٔ کره‌ای | نسخهٔ چینی |
| ----------------- | ---------- | --------- |
| کره جنوبی (گائون) | ۵۲۴٬۸۲۳+   | ۲۴۲٬۴۳۲+  |
| ژاپن (اریکن)      | ۱۵٬۴۵۴+    | ۵٬۲۱۵+    |

## تاریخ انتشار
| کشور      | تاریخ       | قالب                | ناشر                            |
| --------- | ----------- | ------------------- | ------------------------------- |
| کره جنوبی | ۹ ژوئن ۲۰۱۶ | سی‌دی دانلود دیجیتال | اس. ام. اینترتینمنت کی‌تی میوزیک |
| بین‌المللی | ۹ ژوئن ۲۰۱۶ | دانلود دیجیتال      | اس.ام. اینترتینمنت              |